# Paradou
Paradou é uma comuna francesa na região administrativa da Provença-Alpes-Costa Azul, no departamento de Bouches-du-Rhône. Estende-se por uma área de 16,15 km². Em 2010 a comuna tinha 2 101 habitantes (densidade: 130,1 hab./km²).